# Egor'evsk
Egor'evsk (in russo Егорьевск?; anche traslitterata come Egorevsk, Jegorjevsk o Yegoryevsk) è una cittadina della Russia europea centrale (oblast' di Mosca), situata 114 km a sudest della capitale, sulle sponde del fiume Guslica; fino al 2015 era il capoluogo amministrativo del distretto omonimo.
Attestata nel 1462 con il nome di Vysokoe (Высокое), divenne città nel 1778; verso la fine del XIX secolo era uno dei principali centri industriali (tessile) della regione.

## Società

### Evoluzione demografica
Fonte: mojgorod.ru
- 1897: 19.200
- 1926: 29.700
- 1939: 56.000
- 1959: 59.800
- 1979: 72.200
- 1989: 73.900
- 2002: 68.303
- 2007: 67.000